# Uwe-Jens Mey
Uwe-Jens Mey (ur. 13 grudnia 1963 w Warszawie) – niemiecki łyżwiarz szybki, trzykrotny medalista olimpijski, trzykrotny wicemistrz świata oraz pięciokrotny zdobywca Pucharu Świata.

## Kariera
Do zjednoczenia Niemiec reprezentował barwy NRD. Specjalizował się w dystansach sprinterskich. Pierwszy medal na arenie międzynarodowej zdobył w 1988 roku, kiedy zajął drugie miejsce na mistrzostwach świata w wieloboju sprinterskim w West Allis, gdzie przegrał tylko z Danem Jansenem z USA. Wynik ten powtórzył na mistrzostwach w Heerenveen w 1989 roku oraz rozgrywanych dwa lata później mistrzostwach w Inzell, w obu przypadkach ulegając tylko z reprezentującym ZSRR Iharem Żalazouskim. W 1988 roku brał także udział w igrzyskach olimpijskich w Calgary, gdzie zwyciężył w biegu na 500 m, a na dwukrotnie dłuższym dystansie był drugi za Nikołajem Gulajewem z ZSRR. Ostatnie trofeum wywalczył podczas igrzysk w Albertville w 1992 roku, gdzie ponownie zwyciężył w biegu na 500 m. Ponadto trzykrotnie zwyciężał w klasyfikacji generalnej Pucharu Świata na dystansie 500 m oraz dwukrotnie na dystansie 1000 m.
Dwa razy bił rekordy świata.